# Elisa G. Nicora
Elisa Gernaela Juana Raquel Nicora de Panza (Buenos Aires, 8 de marzo de 1912 - Buenos Aires, 9 de febrero de 2001) fue una botánica y agrostóloga argentina.

## Biografía y trayectoria
Elisa G. Nicora estudió en el Colegio Normal n.º 1 de Buenos Aires y luego en la Facultad de Ciencias Exactas, Físicas y Naturales de la Universidad de Buenos Aires (UBA), donde se recibió de Licenciada en Ciencias Naturales. 
Empezó a trabajar con el agrostólogo Lorenzo R. Parodi quien le sugirió estudiar el género Eragrostis. Desarrolló su investigación en la cátedra de Botánica de la Facultad de Agronomía y Veterinaria de la Universidad de Buenos Aires. Publicó su primer trabajo en 1938, sobre el género Eragrostis (Gramineae).
Se especializó en gramíneas de Sudamérica, con énfasis en las comerciales.
En 1941 se trasladó al Instituto de Botánica Darwinion de San Isidro (Buenos Aires) donde trabajó como asistente botánica de la revista Darwiniana y centró sus investigaciones en los grupos Gallardoa (Malpighiaceae) y Scleranthus (Cariophyllaceae).
En 1945, fue una de las socias fundadoras de la Sociedad Argentina de Botánica, de cuya comisión directiva formó parte en numerosas ocasiones.
Más tarde, en la década de 1960, regresó a la UBA para formar parte de la cátedra de Botánica de la Facultad de Agronomía. Trabajó con Parodi y después de su muerte pasó a ser la conservadora del herbario Gaspar Xuarez (BAA), llamado así en honor al primer botánico argentino. Como parte de la cátedra de botánica realizó el primer estudio integral de los géneros de gramíneas de Argentina. Permaneció allí hasta 1974, año en el que regresó al Instituto de Botánica Darwinion donde se incorporó como investigadora del Consejo Nacional de Investigaciones Científicas y Técnicas (CONICET) hasta que se jubiló.
Nicora dedicó la mayor parte de su carrera profesional a las dos instituciones, mejorando los catálogos de los herbarios. Tenía una habilidad muy apreciada, que era la de identificar especímenes. Además, disfrutaba del trabajo de campo y de los viajes de recolección que le llevaron a zonas remotas del sur de la Patagonia. Su amplia dedicación y su minucioso trabajo dejaron un legado que sirvió de base a posteriores estudios taxonómicos y catálogos con una información muy valiosa para esta especialidad. Sus estudios solían ir acompañados de dibujos analíticos con detalladas descripciones.
En 1978 publicó un volumen dedicado a las gramíneas, para el proyecto Flora Patagónica, donde se tratan 76 géneros, muchos de ellos problemáticos y desconocidos para la zona, como la poa y sus más de 50 taxones. Debido a esta obra, le pusieron el apodo "decana de los agrostólogos del país", porque en ella reunió a varios discípulos de Parodi para su colaboración.
Su labor científica alcanzó el reconocimiento internacional y su catálogo posee más de 10.400 ejemplares, la mayoría gramíneas.
Con la publicación de Los Géneros de Gramíneas de América Austral en 1992 se decidió continuar trabajando para definir un manual de las especies de gramíneas en Argentina.
Tras su fallecimiento en 2001, la botánica Zulma E. Rúgolo de Agrasar, discípula y colega de Nicora, le dedicó unas palabras de reconocimiento y compromiso a la continuidad de su trabajoː

Este compromiso estará vigente cada vez que alguien disfrute del ondular de los pastos, entonces Elisa, sabremos que tu alma se deleita entre las gramíneas y podremos decirː ¡estás presenteǃ

## Honores

### Epónimos
Géneros
- (Poaceae) Nicoraella Torres[4]

- (Poaceae) Nicoraepoa Soreng & L.J.Gillespie[5]

Especies, nicorae., como Tripogon nicorae Rúgolo & A.S.Vega 2004

## Algunas publicaciones
- Cabrera, AL; Cámara Hernández, J; Caro JA; Covas G; Fabris H; Hunziker J; Nicora E, Rúgolo Z; Sánchez E, Torres M. 1970. «Gramineae, parte general.» Flora de la Provincia de Buenos Aires: Gramíneas Colección Científica del INTA. Tomo IV, parte II, 1-18
- Nicora, EG; ZE Rúgolo. 1981. Catabrosa Pal. de Beauv. y Phippsia R.Brown (Gramineae) en América del Sur. En: Darwiniana : Revista del Instituto de Botánica Darwinion. Buenos Aires : Academia Nacional de Ciencias Exactas, Físicas y Naturales, Tomo 23 ( 1 ): 179-188
- Nicora, EG; ZE Rúgolo. 1981. Los Géneros sudamericanos afines a Briza L. (Gramineae). En: Darwiniana : Revista del Instituto de Botánica Darwinion. Buenos Aires : Academia Nacional de Ciencias Exactas, Físicas y Naturales, Tomo 23 ( 1 ) 279-309
- 1998. Una nueva especie de Melica (Gramineae). Kurtziana 26 : 361
- Giussani, LM; EG Nicora, FA Roig. 2000. Poa durifolia y su relación con el patrónfenético de Poa sección Dioicopoa (Poaceae). Darwiniana 2000, 38 [fecha de consulta: 18 de junio de 2009] en línea (enlace roto disponible en Internet Archive; véase el historial, la primera versión y la última). ISSN 0011-6793
- Nicora, EG. 1999. Synopsis of the genus Puccinellia (Poaceae, Pooideae, Poeae) in Argentina, Bolivia, Chile and Uruguay. Darwiniana 37(3-4): 301-314

### Libros
- Nicora, EG; ZE Rúgolo. 1992. Los Géneros de Gramíneas de América Austral. Ed. Hemisferio Sur. 611 pp. ISBN 9505043906
- Zuloaga, FO; EG Nicora; ZE Rugolo; O Morrone; J Pensiero; AM Cialdella. 1994. Catálogo de la familia Poaceae en la República Argentina. Ed. Missouri Botanical Garden. 178 pp.

Se poseen 187 registros IPNI de sus identificaciones y clasificaciones de nuevas especies, las que publicaba habitualmente en : Boissiera; Bol. Soc. Argent. Bot.; Fl. Patagonica; Dominguezia; Darwiniana; Kurtziana; Hickenia; Revista Argent. Agron.; Fl. Ilustr. Entre Rios (Argent.) 